# Gålberget
Gålberget är ett så kallat kalottberg i Umeå kommun, beläget cirka 4 km öster om Botsmark. När inlandsisen smälte för cirka 9 300 år sedan var Gålbergets topp en liten ö mycket nära den dåvarande kusten. Än i dag kan man på den norra sidan av berget se en tydlig strandlinje i terrängen. På speciellt den östra sidan syns blankspolade hällar i den dåvarande strandlinjen. På Gålberget ligger den högsta kustlinjen på cirka 260 m ö h.